# (1582) Martir
(1582) Martir est un astéroïde de la ceinture principale.

## Description
(1582) Martir est un astéroïde de la ceinture principale. Il fut découvert le 15 juin 1950 à La Plata par Miguel Itzigsohn. Il présente une orbite caractérisée par un demi-grand axe de 3,15 UA, une excentricité de 0,13 et une inclinaison de 11,6° par rapport à l'écliptique.

## Compléments